# Ардашир I
Ардашир I или Артаксеркс (перс. اردشیر, Ardaschīr; []) оснивач је Сасанидског царства, био је први краљ над краљевима из династије Сасанида, који је владао Персијом од 224. до 241. године.

## Биографија
Ардашир је у почетку, као и његов отац, био вазал партског краља, те је владао подручјем Персиса. Није тачно познато кад је завладао тим подручјем. Убрзо након крунисања у Истахру освојио је провинцију Керман и припојио ју своме подручју. Та експанзија изазвала је партског краља Артабана IV да зарати против Ардашира, али га је овај поразио. Чини се да се још и Ардаширов отац бунио против Парта желећи да се ослободи њихове доминације. До одлучујуће битке дошло је године 224. код Хормиздагана у којој је Артабан погинуо. Тиме још није било срушено партско краљевство, јер су Арсакиди још држали Месопотамију и Азербејџан, док су се у Јерменији као локални владари одржали све до 5. века. Ардашир је затим кренуо у освајања на истоку и дошао вероватно све до региона Хорасан. Непознато је која је све подручја на истоку освојио нити је сигурно да ли је држава Кушан већ за његове владавине постала вазалом Персије.
Године 225. на 226. Ардашир се окренуо према западу против партског краља Вологаза VI, који је столовао у граду Ктесифону на реци Тигрис. Ардашир је 226. освојио град, те је тиме дотада партска Месопотамија пала под власт сасанидске Персије. Ардашир је у том војном походу дошао све до данашњег Бахреина, а можда чак и до Омана. Тамошње племство признало је његову власт.
Ардашир је за своју престоницу изабрао град Ктесифон, те подупирао зороастризам који ипак није био службена религија. Ардашир је до године 230. учврстио сасанидске власт у освојеним областима, иако војни походи против Јерменије и Краљевства Хатре нису успели. Ардашир је исте године заратио против Рима са циљем да освоји северну Месопотамију коју је 30 година раније анектирао цар Септимије Север. Херодијан и Касије Дион извештавају да је Ардашир притом наступио као наследник Ахеменида и захтевао сва подручја којима су они некада владали, али то је данас спорно јер мало је вероватно да је Ардашир ишта знао о времену Ахаменида. Ардашир је у сваком случају хтео да освојии нова подручја, те је узео наслов краљ краљева, додуше само Ерана, односно Ирана.
Рат против Рима испочетка је био успешан тако да је персијска војска продрла све до Сирије. Али године 232. цар Александар Север кренуо је у противнапад, при чему су обе стране претрпеле велике губитке. Борбе су завршиле без склапања мира. Али након убиства Александра Севера године 235. Ардашир је искористивши то изнова заратио и до 240. освојио још нека подручја.
У то је доба Ардашировим сувладар постао његов син Шапур, који га је пратио на војним походима и који га је након његове смрти 239. или 240. без потешкоћа наследио.
Краљ Ардашир I био је оснивач вишевековног царства Сасанида чију је моћ даље изградио његов син Шапур, због чега се обојица сматрају једнима од најзначајнијих сасанидских владара.